# Tan-Tan
Tan-Tan (en arabe طانطان en tamazight ⵟⴰⵏⵟⴰⵏ ) est une ville marocaine, chef-lieu de la province de Tan-Tan, dans la région de Guelmim-Oued Noun.

## Géographie
Tan-Tan est située au sud-ouest du Maroc, à 330 km au sud d'Agadir.
La ville est comprise entre deux oueds qui se jettent dans l'océan: l'oued Drâa et l'oued Chebika bordé par les dunes de sable où il n'est pas rare d'observer des flamants roses et autres oiseaux migrateurs.

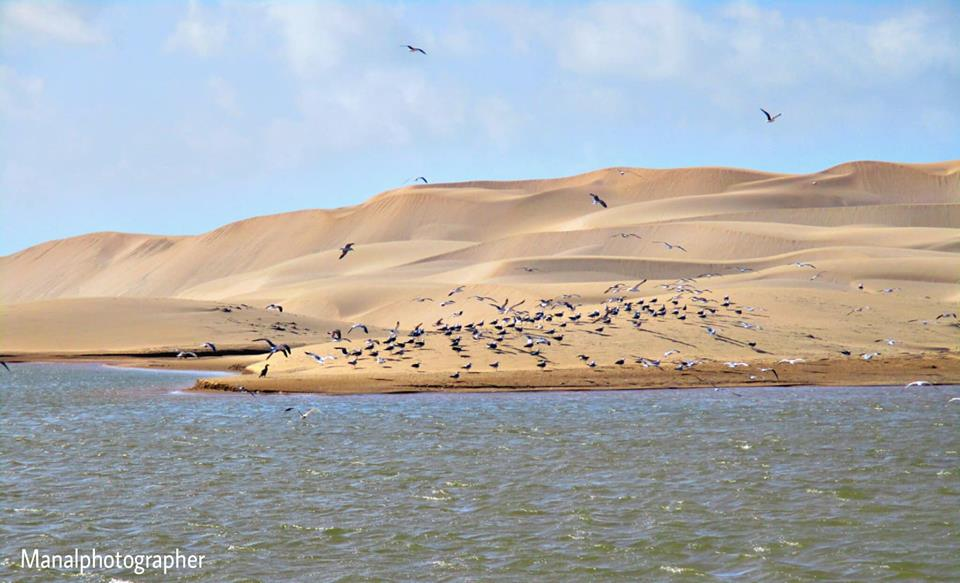
Oued Chebika quelques km au sud de Tantan

À 25 km à l'ouest de la ville, également dans la province de Tan-Tan (dont elle est le chef-lieu), s'est développée au bord de l'océan Atlantique une deuxième ville : El Ouatia (dite aussi « Tan-Tan Plage »), qui dispose d'un port de pêche et de marchandises, d'installations industrielles de transformation du poisson et d'une grande plage.
Elle est desservie par l'aérodrome de Tan Tan-Plage Blanche.

## Histoire
L'origine du nom de la ville ou plutôt du lieu "Tan Tan", donné par les nomades, est tiré du bruit du seau qui se balance au fond d’un puits.
Tantan était le lieu d'un puits où se retrouvaient de nombreux nomades avec leurs troupeaux, un moussem annuel avait lieu non loin de l'actuelle ville qui regroupait annuellement tous les nomades .
Fin janvier 1979, dans le cadre de la guerre du Sahara occidental, la ville, bien que située en territoire marocain non disputé, est attaquée par le Front Polisario.
En 1999, la Vénus de Tan-Tan est découverte sur la rive du fleuve Draa.

## Démographie
Tan-Tan comptait 60 698 habitants en 2004.

## Moussem de Tan-Tan

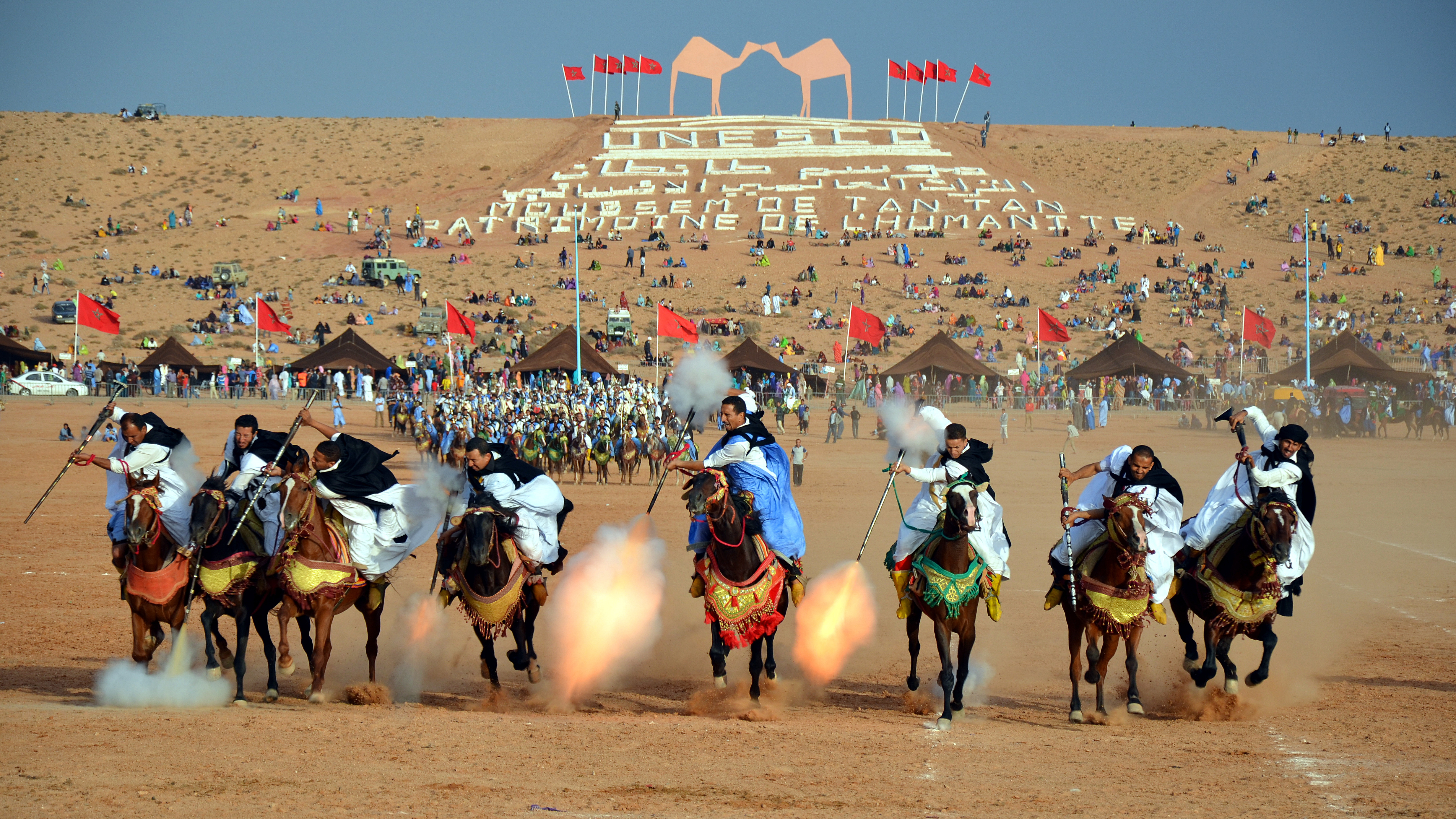
Le Moussem de Tan-Tan en 2013.

Le Moussem de Tan-Tan est une rencontre réunissant plus d'une trentaine de tribus nomades du Sahara. Témoignage vivant des cultures orales et artistiques sahraouies, il est reconnu en 2008, par l'UNESCO, comme faisant partie du patrimoine culturel immatériel.